# ماراليك
ماراليك (بالأرمنية: Մարալիկ) هي بلدة في في محافظة شيراك في شمال غرب أرمينيا. بلغ عدد سكانها 5٫398 نسمة في عام 2011، وقدر بحوالي 5,500 نسمة في عام 2016، وتبلغ مساحتها 4 كم2 وترتفع عن سطح البحر 1,720 متر.